# ارتفاع و سرگیجه
ارتفاع و سرگیجه (انگلیسی: High and Dizzy) یک فیلم کمدی صامت کوتاه به کارگردانی هال روچ است که در سال ۱۹۲۰ منتشر شد.

## بازیگران
- هارولد لوید
- میلدرد دیویس
- والاس هاو
- ویلیام گیلسپی
- گیلورد لوید
- چارلز استیونسون
- نوآ یانگ